# Hrvatska tarčuka
Hrvatska tarčuka (hrvatski jastučac, lat. Aubrieta columnae subsp. croatica) je endemična biljka iz porodice Brassicaceae.

## Rasprostranjenost
Ima usko područje rasprostiranja. Pripada dinarskom geoelementu. Pronađena je na sjevernom i južnom Velebitu, na Malovanu i Troglavu.

## Izgled
Listovi su izmjenični, bez palistića. Cvjetovi su u gronjama i ljubičaste su boje. Plod je komuščica sa zvjezdastim dlakama. Raste u busenima, raštrkano ili u većim skupinama poput saga. Razmnožava se sjemenom, a može i vegetativno.

## Ekološki zahtjevi
Raste u gudurama, u pukotinama stijena, na točilima i na malim terasama iznad hrpa snijega. Nije osjetljiva na bolesti i nije zahtjevna.